# Roberto Bonano
Roberto Oscar Bonano (Rosario, 24 januari 1970) is een Argentijns oud-voetballer, die als doelman sinds 2004 onder contract stond bij Deportivo Alavés.
In Argentinië speelde Bonano bij Rosario Central (1991-1996) en River Plate (1996-2001). In 2001 vertrok hij samen met Javier Saviola van River Plate naar FC Barcelona. Bonano was in zijn eerste twee seizoenen de eerste doelman bij de Catalaanse club, maar in 2003 werd Bonano derde doelman achter Víctor Valdés en Rüştü Reçber. De Argentijn vertrok daarom naar Real Murcia, waar hij een seizoen bleef. In 2004 werd Bonano gecontracteerd door Alavés, waarmee de doelman in 2005 promoveerde naar de Primera División. In 2008 stopte hij met voetballen.
Bonano kwam dertien keer in actie voor het nationaal elftal van Argentinië. Hij was derde doelman bij het Wereldkampioenschap voetbal 2002.
1 Burgos ·
2 Ayala ·
3 Sorín ·
4 Pochettino ·
5 Almeyda ·
6 Samuel ·
7 C. López ·
8 Zanetti ·
9 Batistuta  ·
10 Ortega ·
11 Verón ·
12 Cavallero ·
13 Placente ·
14 Simeone ·
15 Husaín ·
16 Aimar ·
17 G. López ·
18 González ·
19 Crespo ·
20 Gallardo ·
21 Caniggia ·
22 Chamot ·
23 Bonano ·
Coach: Bielsa